# Bem (direito)
Os bens são definidos como coisas ou objetos que possuem utilidade e servem para atender uma necessidade humana, eles podem ser trocados ou vendidos numa relação jurídica por causa de seu valor econômico ou pelo interesse que desperta. São classificados dentro do Código Civil dentro do livro  'Dos Bens'.

## Classificação dos bens
Encontram sua normatização legal entre os artigos 79 a 91, no Capítulo I do Título Único de CC e se apresentam subdivididos da seguinte maneira:
- Móveis - Podem ser transportados, suscetíveis de movimentação própria ou de locomoção por força alheia. Podem ser: por natureza ( são os removíveis sem danos), por     determinação legal ( as energias que tenham valor econômico, os direitos reais sobre objetos móveis e as ações correspondentes e os direitos pessoais de caráter patrimonial e respectivas ações) e por antecipação (são os incorporados ao solo mas com a intenção de separá-los oportunamente e convertê-los em móvel).
- Imóveis -  As coisas que não podem ser removidas de um lugar para outro sem destruição, denominados bens de raiz. Podem ser por sua natureza (o solo e tudo quanto     se lhe incorporar naturalmente, árvores e os frutos pendentes, o espaço aéreo e o subsolo), por acessão física, industrial ou artificial (inclui tudo o que o homem incorpora definitivamente ao solo, como a semente, os edifícios, construções, de modo que não possam ser retirados sem destruição ou modificação em sua estrutura) e por acessão intelectual ou por destinação ( são as coisas móveis que o titular mantêm no imóvel para a exploração de atividade econômica ou industrial ou para sua comodidade, tratores ou máquinas agrícolas, equipamentos e  ornamentos) e por disposição legal.
- Fungíveis - São  aqueles que podem ser substituídos por outros semelhantes, conforme a qualidade e a quantidade, como dinheiro, carro, roupa, café, gado, etc.
- Infungíveis - São os insubstituíveis,  encarados segundo suas qualidades individuais, como o quadro de um pintor célebre, uma escultura famosa, uma joia de valor     original e única jamais poderão ser substituídos, pois não existem outros com o mesmo valor e mesma espécie.
- Consumíveis - São os  que se destroem assim que vão sendo usados. Subdividem-se em consumíveis de fato, como os alimentos, e consumíveis de direito, como o dinheiro.
- Inconsumíveis - São os de natureza durável podendo ser usados continuadamente, sem que tenha sua substância destruída, como a roupa, um livro, um carro, que lentamente se gastam com uso ordinário.
- Divisíveis - São aqueles que podem ser repartidos, sendo que após essa fragmentação será possível apenas ter a parte econômica do todo, como um terreno, barra de     ouro, etc.  Segundo Maria Helena Diniz, “Deve cada parte ser  autônoma, tendo a mesma qualidade e prestando as mesmas utilidades e serviços do todo. Por exemplo, se repartir um pacote de açúcar, cada metade conservará as qualidades do produto”.
- Indivisíveis - São aqueles que não podem ser repartidos, caso contrário, o bem perderá o seu valor econômico. Ex.: Relógio, navio, etc.

Orlando Gomes afirma: “A distinção entre bens divisíveis e indivisíveis aplica-se às obrigações e aos direitos. A regra dominante para as obrigações é que mesmo quando a prestação é divisível o credor não pode ser compelido a receber por partes se assim não se convencional. Se a prestação for indivisível e houver pluralidade de devedores cada qual será obrigado pela divida total”.
- Singulares - São bens, mesmo reunido, são considerados individuais e independentes. Ex.: um livro, uma lápis, um selo, etc. Os bens singulares podem ser divididos     em simples (quando suas partes, da mesma espécie, estão ligadas pela própria natureza, como um cavalo, uma árvore) e compostos (quando suas partes se acham ligadas pela indústria humana, como um edifício).
- Coletivos São compostos de vários bens singulares que acabam por formar um todo homogêneo, que passa a ter individualidade própria, que conservam sua autonomia funcional, como uma biblioteca, rebanho, floresta, etc.
- Corpóreos - São os bens possuidores de existência física, material e podem ser ser trocados pelo homem, como uma mesa, um carro, um livro, etc.
- Incorpóreos - São os bens abstratos, que não possuem existência física, mas valor econômico, como o direito autoral, o crédito, o fundo de comércio, a vida, a saúde,     etc.

### 2) Bens reciprocamente considerados
Encontram sua normatização legal entre os artigos 92 a 97, no Capítulo II do Título Único de CC, divide-se em bens principal e acessório:
- Principal - São bens que são independentes de outros, não dependem de nenhum outro para existir, como o solo, a árvore em relação ao fruto, etc.
- Acessório - Aquela cuja existência depende do principal, não existem por si mesmos. Ex.: Fruto em relação a árvore, uma casa que é acessória do solo, etc. Os bens     acessórios tem ainda a seguinte subdivisão: frutos, produtos, pertenças e benfeitorias.

Frutos
São aqueles produzidos em um período, sendo que se retirados não irão afetar o valor da coisa. Ex.: frutas brotadas das árvores, vegetais fornecidos pelo solo, crias dos animais, etc. Os frutos podem ser classificados quanto a sua natureza em naturais, indústrias e civis.
- Naturais - São procedentes do bem principal de modo que essa geração não resulta de intervenção humana. São os que se desenvolvem e se renovam periodicamente     pela própria força orgânica ou animal. Ex.: frutos, animais, vegetais, etc.
- Industriais - São os decorrentes da atividade industrial humana,  como, por exemplo, bens manufaturados.
- Civis - Originados de uma relação jurídica ou econômica. Ex.: juros, alugueis, dividendos, etc.

Produtos
Utilidades não sujeita à renovação posto que a percepção diminui a substância da coisa principal, como, por exemplo, o metal precioso de uma mina, pedra de uma pedreira, petróleo.
Pertenças
Coisa acessória destinada a conservar ou facilitar o uso do bem principal , sem ser parte integrante, mas que são utilizadas com a finalidade de complementar ou ajudar o bem principal, como as máquinas agrícolas, objetos de decoração, etc.
Benfeitorias
As benfeitorias são definidas por qualquer modificação em termos de construção realizada por ação humana em um bem principal, assim sendo ela originária sempre na ação humana. Pablo Stolze, define benfeitorias como " a obra realizada pelo homem, na estrutura da coisa principal, como o propósito de conservá-la, melhorá-la ou embelezá-la". Podem ser classificadas quanto a sua natureza, podendo ser necessárias, uteis e voluptuárias.
As benfeitorias necessárias devem ser indenizadas, ao passo que as úteis dependem da autorização do proprietário e as voluptuárias não devem ser objetos de indenização, afirma Carlos Roberto Gonçalves.
- Necessárias - Obras feitas para conservar o bem ou evitar que se deteriore. Ex.: Reforço das fundações de um prédio, desinfecção de um pomar atacado de praga,     pagamento de impostos, etc.
- Úteis - Obras ou despesas que visam aumentar ou facilitar o uso da coisa. Ex.: Construção de uma garagem, acrescentamento de um banheiro, instalação     de aparelhos hidráulicos modernos, etc.
- Voluptuárias - Utilizadas para fins de embelezar o bem tornando mais agradável ou seja de elevado valor, por exemplo, objetos de luxo e recreio, revestimento em     mármore de piso de cerâmica em bom estado, construção de piscina numa residência, construção de um jardim, mirantes, etc.

### 3) Quanto ao titular do domínio

#### Bens públicos
Bens Públicos (CC, art.98-103)
Os bens públicos, segundo art.98 CC., são do domínio nacional pertencentes à União, aos Estados, aos Municípios e às outras pessoas jurídicas de direito público interno.(CC, art.41,I a V).
Os bens públicos são classificados em 3 categorias:
1)    Bens de uso comum do povo: são os que podem ser utilizados por qualquer um do povo, sem formalidades. O Código Civil menciona “os mares, rios, estradas, ruas e praças.”(CC, art.99,I).
2)    Bens de uso especial: são os que se destinam especialmente à execução de serviços públicos. São os edifícios onde estão instalados os serviços públicos, inclusive os das autarquias, e os órgãos da administração. Ex: repartições, secretarias, escolas, ministérios, etc. – (CC, art.99,II). São utilizados exclusivamente pelo Poder Público.
3)    Bens dominicais ou de patrimônio disponível: são os que constituem o patrimônio das pessoas jurídicas de direito público, como objetivo de direito pessoal, ou real, de cada uma dessas entidades. (CC,art.99,III).
Os bens dominicais são de domínio privado do Estado. Se nenhuma lei houvesse estabelecido normas especiais sobre essa categoria de bens, seu regime jurídico seria o mesmo que decorre do Código Civil para os bens pertencentes aos particulares. Sendo alienáveis, estariam inteiramente no comércio jurídico de direito privado e poderiam ser objeto de usucapião e de direitos reais, como também poderiam ser objeto de penhora e de contratos como os de locação, comodato, permuta, arrendamento.
Os bens públicos de “uso comum do povo e os de uso especial são inalienáveis, enquanto conservam a sua qualificação, na forma que a lei determinar”(CC,art.100).
Por sua vez, preceitua o art.101 do Código Civil que os “bens públicos dominicais podem ser alienados, observadas as exigências da lei.” Dispõe, ainda, o art.102 do Código Civil que os “bens públicos não estão sujeitos a usucapião.”
A alienabilidade, característica dos bens dominicais, também não é absoluta, porque podem perde-la pelo instituto da afetação, que é ato ou fato pelo qual um bem passa da categoria de bem do domínio privado do Estado para a categoria de bem do domínio público.(CC,art.101).
Bens Privados - É expressão utilizada para denominar os bens pertencentes a uma pessoa, um particular.
Os bens privados estão subordinados ao regime jurídico de direito privado, essencialmente através das normas contidas no Código Civil, visto que se tratam de patrimônio de particulares, sejam eles pessoas físicas e jurídicas.

## Bem jurídico
Bens, são coisas materiais, concretas, úteis aos homens e de expressão econômica, bem como as de existência imaterial economicamente apreciáveis.
Os bens são coisas, porém nem todas as coisas são bens. As coisas são gênero do qual os bens são espécies. As coisas abrangem tudo quanto existe na natureza, exceto a pessoa, mas como “bens” só se consideram as coisas existentes que proporcionam ao homem uma utilidade, sendo suscetíveis de apropriação constituindo seu patrimônio.
Bem Jurídico, embora seja de conceituação muito complexa, vez que depende não só de valorações puramente jurídicas, mas também político-criminais, podemos simplificar para dizer que é algo que se refere ao direito fundamental que serve de base material para que uma certa conduta seja considerada criminosa.
Exemplos: vida, liberdade, honra, propriedade, etc.
Poderá definir-se bem jurídico como a expressão de um interesse, da pessoa ou da comunidade, na manutenção ou integridade de um certo estado, objecto ou bem em si mesmo socialmente relevante e por isso juridicamente reconhecido como valioso.

## Bem econômico
Em economia, bem é tudo aquilo que satisfaz direta ou indiretamente os desejos e necessidades dos seres humanos. Os bens podem ser classificados segundo seu caráter, natureza ou função. Na microeconomia podem ainda ser classificados quando ao seu comportamento em uma gráfico de demanda.
Classificação segundo o caráter
- Os bens econômicos  São aqueles que de alguma forma possuem materialidade. Alguns não podem ser vistos nem tocados. São aqueles úteis e escassos, já que a utilidade é pressuposto da escassez
- Os bens livres  São aqueles bens intangíveis, de livre acesso a todos e que não possuem valor, Ex: o ar, o mar, a luz solar.

Classificação segundo a natureza
- Os bens de capital  são todos os bens utilizados no processo produtivo, ou seja, bens de capital, que permitem produzir outros bens. Por exemplo: equipamentos, computadores, edifícios, instalações etc.
- Os bens de consumo são aqueles usados diretamente para a satisfação das necessidades humanas. Estes  bens podem ser: de consumo durável, tais como: carros, móveis, eletrodomésticos; e  de consumo não durável, como, por exemplo, gasolina, alimentos, cigarro.

Classificação segundo sua função
- Os bens intermediários  consistem nos bens que ainda estão inacabados, que precisam ser transformados para atingir a sua finalidade principal. Por exemplo: aço, vidro e borracha usados na produção de carros
- Os bens finais são bens acabados, pois já passaram por todas as etapas de transformação possíveis.

Classificação microeconômica
Bens complementares: são aqueles que só quando utilizados em conjunto satisfazem a necessidade inerente. Por exemplo, a gasolina e um automóvel, só em conjunto satisfazem a necessidade de deslocação inerente; o hardware e o software
Bens Sucedâneos: Em economia, chama-se bem sucedâneo ou substituível a um bem que possa ser consumido em substituição a outro, isto é, pode satisfazer a mesma necessidade. Por exemplo, margarina e manteiga são em geral consideradas bens substituíveis uma vez que exercem basicamente a mesma função.
Bens escassos: Caracterizam-se pela escassez.
Bens Supérfluos: São os bens dispensáveis.
Bens exclusivos: Que atendem a uma pessoa num dado momento.
Bens Coletivos: Atendem ao mesmo tempo a necessidade de um grupo.
- Os bens normais são aqueles que seguem a risca as leis da microeconomia; quanto menor o preço maior a demanda, por exemplo.
- Os bens inferiores é um bem cuja quantidade demandada varia inversamente ao nível de renda do consumidor.

Um caso especifico de bem inferior, são os bens de giffen. Esses bens são caracterizados por terem um efeito renda negativo, maior (em módulo) do que o seu efeito substituição, resultando um efeito total negativo.